# 7769 Okuni
7769 Okuni este un asteroid din centura principală, descoperit pe 4 noiembrie 1991, de Satoru Ōtomo.